# Еротика
|                                                                |  |  |
| Еротичні фотографії чоловічого та жіночого тіла на чорному тлі |  |  |

Еро́тика (грец. ἐρωτικός «любовний») — мистецтво передавання сексуальних емоцій.
Найчастіше еротика виражається за допомогою образотворчих мистецтв (зокрема, еротичної фотографії), літератури і пісень. Поведінка дійових осіб, зображених в еротичному творі, може бути пов'язана як із щирим почуттям любові, так і зі звичайним сексуальним потягом. На відміну від порнографії, еротика не зосереджує увагу на геніталіях і сексуальному акті. В еротиці часто присутній елемент недомовленості, незакінченості сюжету — завершення змальованої любовної прелюдії, її докладність залишається уяві. Еротика протягом історії цензурувалася.

## Термін
У XVIII столітті прикметник еротичний був перейнятий основними світовими мовами, як іноземне слово — з французької (фр. érotique); французьке ж слово походить від давньогрецького прикметника eroticos. Спочатку це слово використовувалося для позначення еротичної поезії, але з початку 19 століття воно також вживалося в ширшому значенні для всього, що було пов'язано з чуттєвим коханням. На початку 19 століття змістовна еротика для опису чуттєвого кохання та сексуального життя стала похідним від прикметника (перше свідчення Крістофа Мартіна Віланда, який 1801 року передбачив майбутню науку про еротику).
Еротика у широкому значенні — будь-який літературний або художній твір, предмет якого є еротичним (звабливим), сексуально заохочувальним чи сексуально збудливим, але (у вузькому сенсі) зазвичай, не вважається порнографічним.
В Україні ж, ще у 1970-80-ті (радянські) роки, в Академічному тлумачному словнику, навпроти слова еротика значилося:«В буржуазній літературі поширені різні людиноненависницькі ідеї, проповідуються насильство і розбій, містика і еротика, якими панівні класи прагнуть розтлити і одурманити населення капіталістичних країн» (Історія української літератури, II, 1956, 23).
Згодом, наприкінці 1980-х із початком національного відродження, та особливо після відновлення незалежності України 1991 року — із загальним розвоєм української культури, слово еротика поступово посіло своє приналежне місце.

## Розмежування термінів порнографія та еротика
Згідно із Законом України «Про захист суспільної моралі» від 20 листопада 2003 року, визначено поняття продукції еротичного характеру:
|  | продукція еротичного характеру — будь які матеріальні об’єкти, предмети, друкована, аудіо-, відеопродукція, зокрема реклама, повідомлення та матеріали, продукція засобів масової інформації, електронних засобів масової інформації, що містять інформацію еротичного характеру, має за мету досягнення естетичного ефекту, зорієнтована на доросле населення і не збуджує в аудиторії нижчі інстинкти, не є образливою. |

Науковці Р. Б. Осокін та М. В. Денисенко вважають, що :
- критеріями розмежування порнографі та еротики є «непристойність» порнографії, що пов'язана з вульгаризацією, опошленням та спотворенням сенсу статевого життя, спрощене зображення статевих стосунків;
- наявність у творах еротичного змісту зображення людського тіла пов'язана із моральними цінностями та почуттям краси.

Науковець Р. С. Джінджолія зазначає, що:
- порнографія висуває вперед фізіологію сексуальності в цинічному та непристойному вигляді, зображуючи статеві стосунки лише з біологічної точки зору;

- ознакою порнографії є безсоромність та непристойність викликає почуття сором'язливості. Сором виникає в людині через порушені нею моральні норми, загальноприйняті в суспільстві правила поведінки;
- твір мистецтва еротичного характеру повинен викликати позитивні духовно-емоційні почуття.[4]

## Історія еротики

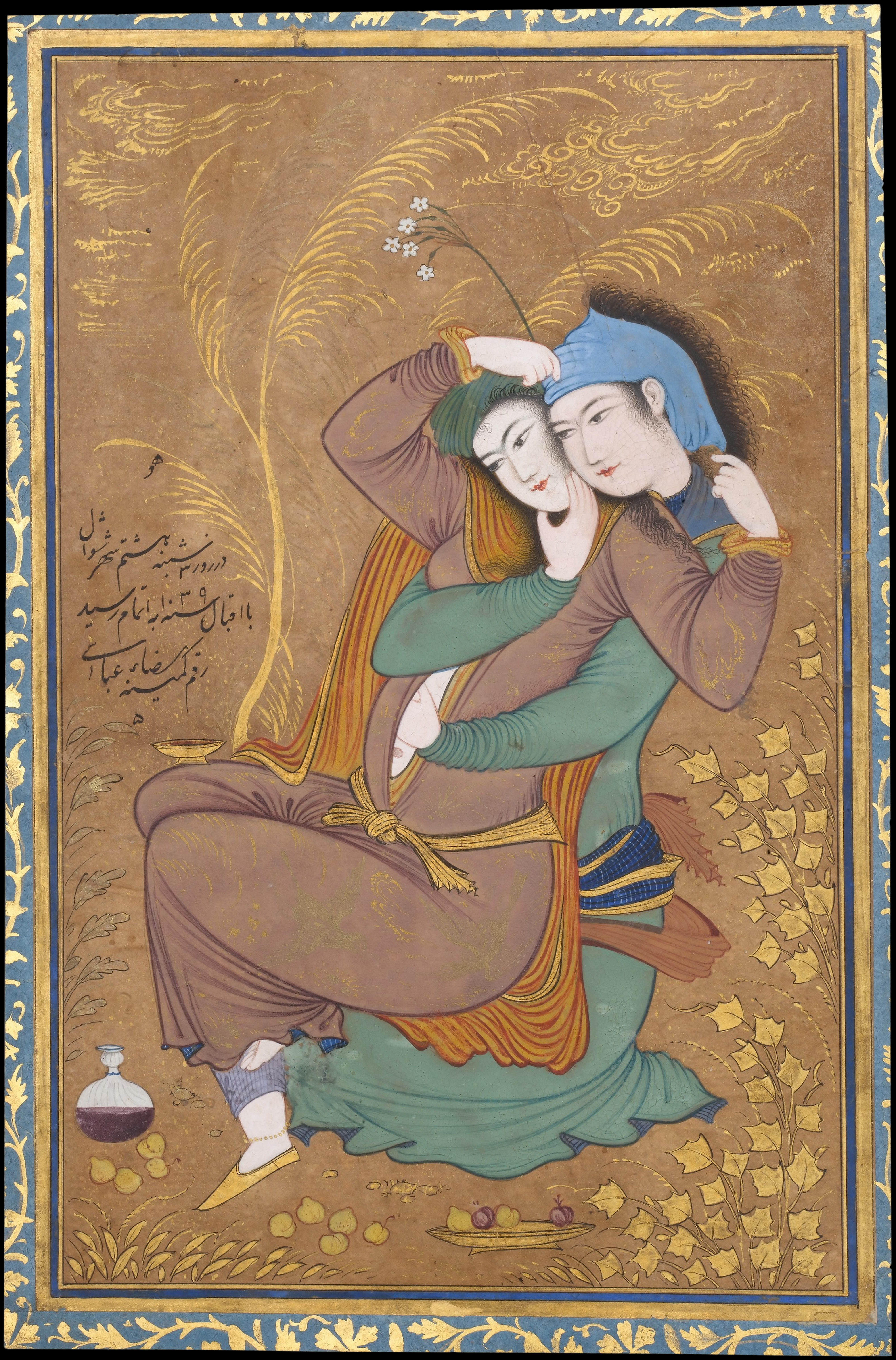
Реза Аббасі: Закохана пара (між 1588—1629)

Оскільки сексуальність і партнерство є основними людськими потребами, у всі часи виникали питання про організацію суспільного життя, розуміння любові та певних проявів сексуальности. Тоді як дух часу деяких епох почасти прагнув придушити еротизм соціально (наприклад, у вікторіанську епоху), еротизм процвітав в інші часи, наприклад, в епоху рококо.

Загальним взірцем вважалося і залишається гармонійне поєднання кохання, еротики (звабності) та сексуальності, тобто поєднання емоційної, духовної та фізичної любові. Філософія Стародавньої Греції вже стверджувала про потребу єдності тіла, розуму та душі, щоби люди могли перебувати у гармонії з собою.

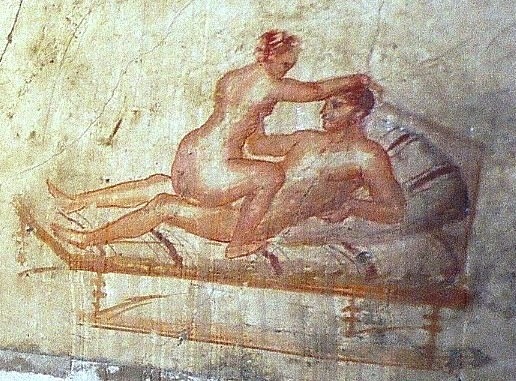
Гетеросексуальна сцена на римській картині з Помпеї

Історія еротичних зображень охоплює твори живопису, скульптури, літератури, фотографії та кіно, які показують сцени сексуального змісту. Їх створювали майже всі цивілізації, стародавні та сучасні. Ранні культури вважали цей акт вираженням надприродної сили й пов'язували власну релігію з такими уявленнями. 
В азійських країнах, таких як Індія, Непал, Шрі-Ланка, Японія чи Китай, сексуальне та еротичне мистецтво має особливе духовне значення в місцевих релігіях індуїзму, буддизму, синтоїзму та даосизму. 
Греки та римляни створювали численні витвори мистецтва та прикраси еротичного змісту, багато з яких були залучені в релігійні вірування та культурні практики.
Еротика в міфології:
- Афродіта — давньогрецька богиня кохання та вроди (Венера у стародавніх римлян).
- Ерот, Ерос — давньогрецьке божество, бог кохання та пристрасті (Купідон у римлян). Еротика увічнювалася спочатку за допомогою фарб на різноманітних матеріалах (глина, полотно). Копія з натури існувала в одному примірнику і була витвором мистецтва. Відомі фрески та декор еротичного спрямування ще з часів Стародавнього Єгипту та Межиріччя.

Зовсім нещодавно еротичні зображення розвинулися з предмета розкоші для небагатьох, спочатку до засобу пропаганди, а потім до предмета повсякденного вжитку чи навіть до засобів для існування. Зміни в комунікаційних технологіях означали, що нові винаходи, такі як друк, фотографія, кіно та комп'ютери, використовуватимуть для представлення та поширення еротичних зображень.
З появою фотографії еротика стала поширюватися величезними накладами. У цей час збільшується видавництво еротичних журналів.
З появою Інтернету наприкінці ХХ століття поширення еротичних ЗМІ зросло ще різкіше. У комп'ютерну епоху еротика певний час існувала у форматі ASCII. Згодом із винайденням форматів GIF та JPEG вона стає нарівні з порнографією, яка найвідвідуванішим контентом мережі інтернет. Хоча цей носій також спочатку використовувався для комерційного розповсюдження еротичних фото і фільмів, ця галузь усе більше завойовувалася непрофесійними акторами в ході розвитку Web 2.0.

### В Україні
За часів УРСР еротичні матеріали цензурувалися. Проте вже 1990 року молодіжний журнал Ранок (тираж 110200 прим.) у номері за грудень розмістив на всю обкладинку чорно-білий знімок оголеної дівчини з ялинковими прикрасами.
Національна експертна комісія з питань захисту суспільної моралі затвердила критерії розмежування порнографії та еротики. В середині лютого 2007 р. комісією було затверджено критерії стосовно друкованої, аудіовізуальної, електронної й іншої продукції, реклами, а також переданих і отриманих по комунікаційних лініях повідомлень і матеріалів, які належать до порнографічної або еротичної продукції.
- Порнографією варто вважати докладне зображення сцен статевого акту і деталізований показ оголених геніталій, якщо вони використовуються для збудження сексуальних інстинктів глядачів без будь-якої художньої або навчальної мети.
- До еротики відносяться покази оголеного тіла, а також геніталій — якщо кількість таких зображень не перевищує 20 % від загальної їх кількості і 50 % від площі кадру або всього зображення. Показ відвертих сцен на далекому плані «без явної візуалізації взаємодії геніталій» варто вважати еротикою, а демонстрацію групових і гомосексуальних зносин на передньому плані, сцен сексуального насильства і статевих збочень — порнографією.

Слід зазначити, що документ розроблений експертною комісією та містить наведені критерії, ще мав бути затверджений Верховною Радою, перед тим бувши опрацьованим профільним комітетом ВР.

## В культурі
- «Золотий віслюк» — твір часів античності.
- Декамерон — еротичний літературний твір.

Масова культура:
- Журнал Плейбой
- Роман Григорович Віктюк — постановник еротичних спектаклів.
- Тінто Брасс — режисер широко відомих еротичних фільмів.